# Haftverschonung
Haftverschonung bedeutet im rechtlichen Sinne die vorläufige Abwendung einer sonst drohenden Freiheitsentziehung. Wird die Haft während einer dauernden Freiheitsentziehung ausgesetzt, spricht man von Haftaussetzung (siehe unten sowie Haftunfähigkeit).

## Strafverfahrensrecht
Die Haftverschonung wird im Strafverfahrensrecht durch die so genannte Sicherheitsleistung bewirkt. Durch die freiwillige Leistung einer Sicherheit kann von der Fortdauer oder Anordnung einer vorläufigen Festnahme abgesehen werden. Die gesetzlichen Regelungen finden sich in der Strafprozessordnung (StPO).

### § 116 StPO
Der Vollzug der Untersuchungshaft kann gegen Sicherheit ausgesetzt werden. Schon beim Erlass des Haftbefehls ist dies möglich. Dabei setzt der Richter den Vollzug aus, sofern dieser lediglich wegen Fluchtgefahr erlassen wurde. Dies geschieht aber nur, wenn andere weniger einschneidende Maßnahmen den Zweck der U-Haft ebenfalls erfüllen; die Hinterlegung einer Sicherheit ist hierbei eines von vier legitimen Mitteln. Andere Mittel wären die Meldepflicht, die Aufenthaltsbeschränkung und die Weisung, die Wohnung nur unter Aufsicht zu verlassen.

### § 127a StPO
Zum einen kann die Sicherheitsleistung nach § 127a StPO erfolgen, sofern die Voraussetzungen für einen Haftbefehl nur wegen Fluchtgefahr vorliegen und der Beschuldigte im Geltungsbereich der StPO keinen festen Wohnsitz oder Aufenthalt hat. Ist nicht damit zu rechnen, dass eine Haftstrafe verhängt oder Maßregeln zur Besserung erfolgen werden, so kann der Beschuldigte eine angemessene Sicherheit im Sinne des § 116a StPO leisten, die die zu erwartende Geldstrafe und die Kosten des Verfahrens deckt. Zudem muss ein Zustellungsbevollmächtigter benannt werden, der die Post an den Beschuldigten weiterleitet. Dieser Postzustellungsbevollmächtigte muss selbst im Gerichtsbezirk des jeweiligen Amtsgerichtes wohnen und dieser Verpflichtung schriftlich zustimmen. 
Die Sicherheitsleistung nach § 127a StPO kommt typischerweise bei ausländischen Touristen zum Tragen.

### § 132 StPO
Außerhalb des Festnahmerechts regelt § 132 StPO eine andere Variante der Sicherheitsleistung. Hierbei kann dem Beschuldigten auch gegen seinen Willen, also von Amts wegen, eine Sicherheitsleistung auferlegt werden. Zweck ist der Schutz der Belange des Staates, indem schon während des Ermittlungsverfahrens die spätere Geldstrafe und die Kosten eingetrieben werden. Der Beschuldigte darf in Deutschland keinen festen Wohnsitz haben. Ferner dürfen die Voraussetzungen des Haftbefehls nicht vorliegen.

## Strafvollstreckungsrecht
Die Strafvollstreckung kann nach § 455 StPO aufgeschoben oder unterbrochen werden, wenn der Verurteilte haftunfähig ist.